# 森山絵凪
森山 絵凪（もりやま えな）は、日本の漫画家。
『ヤングアニマル』漫画チャレンジにて入選し、2009年、同誌にて読み切り『CARITAS』でデビュー。
2014年、『ヤングアニマル嵐』にて『モンテ・クリスト伯爵』で連載デビュー。

## 作品リスト
読切作品
- CARITAS（『ヤングアニマル』、2009年） - デビュー作
- ブラック・ヴィーナス（『ヤングアニマル』、2009年）
- シャルキ（『ヤングアニマル』、2011年）
- 僕のご主人様は世界一（『ヤングアニマル』、2011年）

連載作品
- モンテ・クリスト伯爵（原作：アレクサンドル・デュマ・ペール、『ヤングアニマル嵐』2014年11号[2] - 2015年10号、全1巻）
- この愛は、異端。（『ヤングアニマル嵐』2016年10号[5] - 2018年5号[6]→『ヤングアニマル』2018年11号[6] - 連載中（月1連載）、既刊3巻）